# Pakulaut
Pakulaut is een bestuurslaag in het regentschap Tegal van de provincie Midden-Java, Indonesië. Pakulaut telt 9028 inwoners (volkstelling 2010).